# Мидвеј (Северна Каролина)
Мидвеј (енгл. Midway) град је у америчкој савезној држави Северна Каролина.

## Демографија
По попису из 2010. године број становника је 4.679.
| Група             | 2000.    | 2010.         |
| Белци             | 0 (0,0%) | 4.061 (86,8%) |
| Афроамериканци    | 0 (0,0%) | 382 (8,2%)    |
| Азијати           | 0 (0,0%) | 24 (0,5%)     |
| Хиспаноамериканци | 0 (0,0%) | 163 (3,5%)    |
| Укупно            | 0        | 4.679         |